# Macrotarsomys
Macrotarsomys är ett släkte i underfamiljen Madagaskarråttor (Nesomyinae) med tre arter. De förekommer på hela Madagaskar med undantag av den östra delen.

## Beskrivning
Arterna påminner om ökenråttor med lång svans. M. bastardi är med en kroppslängd (huvud och bål) av 8 till 10 cm och en vikt av 21 till 38 gram den minsta arten i familjen. Därtill kommer en 10 till 14 cm lång svans. M. ingens blir ungefär 12 cm lång och har en cirka 21 cm lång svans. Pälsens färg på ovansidan är brun och vid buken vitaktig. Den långa svansen har en yvig tofs vid slutet.
Liksom ökenråttor har de störa öron och fotens mellersta tre tår är förstorade. Även ”lilltån” är något större än tummen. Tummen är utrustad med en klo.
Habitatet utgörs av regioner med några träd eller buskar samt av gräsmarker. Där gräver arterna bon i skydd av klippor eller buskar. Tunneln kan vara 1,5 meter lång. Under natten lämnar de sina bon för att leta efter föda som utgörs av frukter, bär, rötter och stjälkar.

## Arter, utbredning och status
Släktet utgörs av tre arter:
- Macrotarsomys bastardi lever i västra Madagaskar, den listas av IUCN som livskraftig (LC).
- Macrotarsomys ingens har ett mindre utbredningsområde i nordvästra Madagaskar, på grund av svedjebruk i regionen och introducerade fiender som tamkatt och hund listas arten som starkt hotad (EN).
- Macrotarsomys petteri beskrevs 2005 som art och hittills är bara en individ känd, den hittades i sydvästra Madagaskar, arten listas med kunskapsbrist (DD).